# 언어 인식
언어 인식(Language Recognition (speech))이란 사람이 말하는 음성이 어떤 언어에 해당하는 음성인지를 판별하는 프로세스를 의미한다. 주로, 육성인식으로 인식된 사람의 목소리를 각 언어별 음성 인식 시스템이 넣기 전에 어떤 언어로 되어있는지 파악하기 위해 사용된다.

## 같이 보기
- 음성 인식
- 육성 인식
- 화자 인식